# Chilton Polden
Chilton Polden is een civil parish in het bestuurlijke gebied Sedgemoor, in het Engelse graafschap Somerset met 698 inwoners.